# Guillermo Embriaco

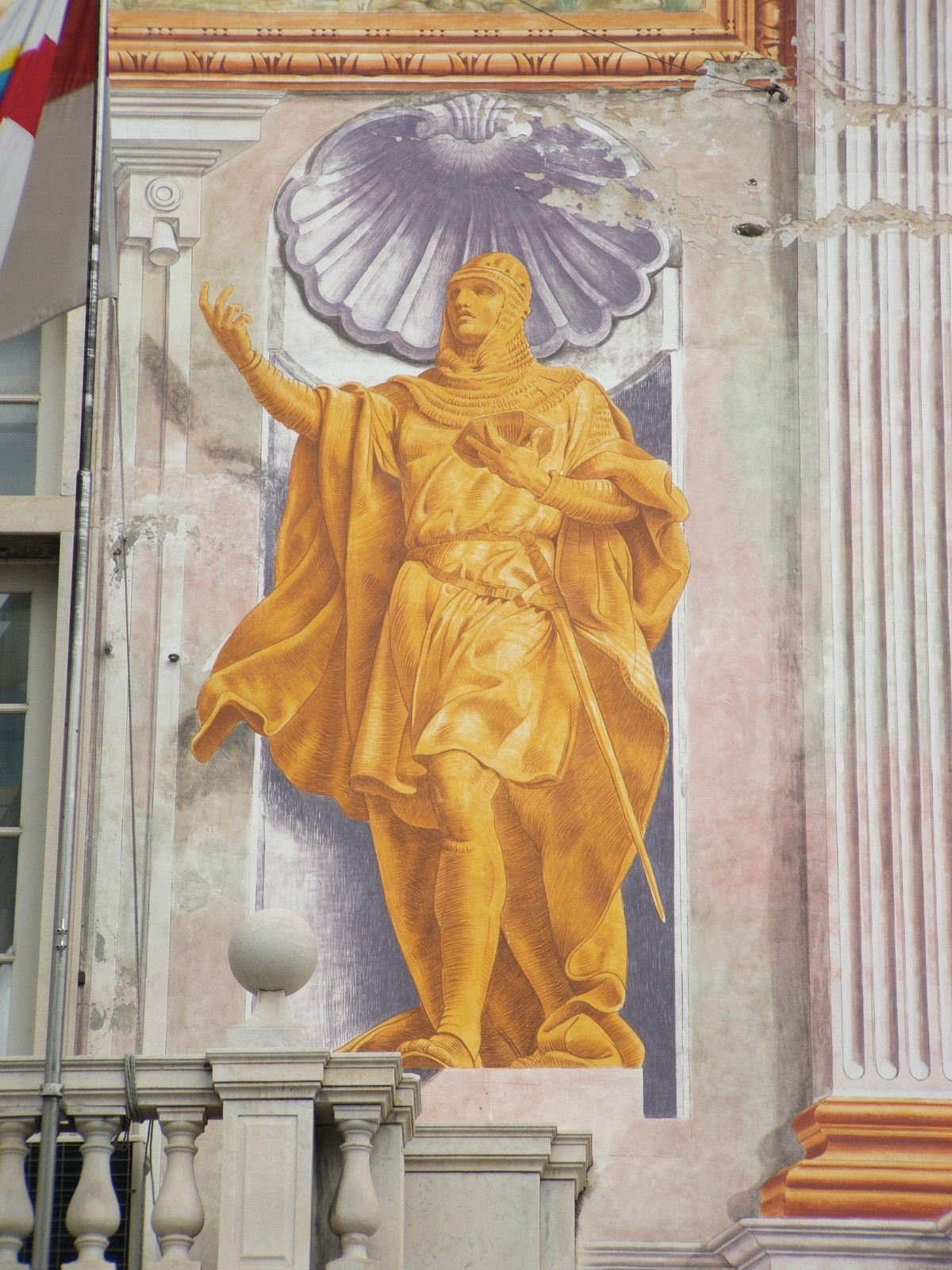
Guglielmo Embriaco en un retrato de la fachada principal del Palacio de San Jorge, Génova.

Guglielmo Embriaco (en español Guillermo Embriaco; nacido c. 1040), fue un mercader y líder militar italiano que participó en la Primera Cruzada acudiendo en ayuda de los cruzados durante el final de la misma y ayudó a la conquista de Jerusalén.

## Biografía
Embriaco probablemente nació a finales de la década de 1030, pero no se hizo famoso hasta que, junto con su hermano Primo di Castello, arribaron a Jaffa en 1099 con un escuadrón de galeras. Según los Annales de Caffaro di Rustico da Caschifellone, la flota estaría compuesta por dos galeras, y según Raimundo de Aguilers la cifra estaría entre seis y nueve.
La expedición fue una empresa privada. Se dirigían en primer lugar a Ascalón, pero un ejército fatimí de Egipto les obligó a marchar tierra adentro hacia Jerusalén, ciudad que se encontraba en ese momento sitiada por los cruzados. La madera procedente de sus naves una vez desmanteladas fue reconvertida en máquinas de asedio, lo cual fue vital en la conquista final de la ciudad el 15 de julio. Fue durante el asedio cuando Embriaco ganó su sobrenombre Caputmallei o Testadimaglio, que significa "cabeza de malla".
Embriaco ayudó a la captura de Jaffa y más tarde, el 12 de agosto, participó en batalla de Ascalón al mando de entre 200 y 300 hombres y dirigiendo un contingente naval. Embriaco y su hermano volvieron a Génova con cartas de Godofredo de Bouillón y de Dagoberto de Pisa (Defensor del Santo Sepulcro y Patriarca de Jerusalén, respectivamente), describiendo los éxitos de los cruzados y solicitando urgentemente refuerzos. Llegaron a Génova el 24 de diciembre.
Embriaco recibió el título de consul exercitus Ianuensium (cónsul del ejército genovés) y fue enviado de vuelta con una flota de unas 26 o 27 galeras, entre 4 y 6 naves de carga y entre 3.000 y 4.000 hombres. Embarco llevando al nuevo legado papal, el cardenal-obispo de Ostia, el 1 de agosto de 1100.
En su segunda llegada a Tierra Santa se reunió con Balduino I de Jerusalén en Laodicea y juntos planearon una campaña militar para la primavera siguiente. Pasó el invierno en Laodicea y tuvo varias escaramuzas con corsarios sarracenos. En marzo de 1101 partió de Laodicea, esquivando una gran flota egipcia cerca de Haifa, y llegó a Jaiffa el lunes de Pascua. Acompañó a Balduino desde ahí a Jerusalén para celebrar la Pascua y visitar el río Jordán. Se le prometió un tercio del botín de la campaña militar que estaban a punto de llevar a cabo y partieron hacia Arsuf, ciudad que cayó tres días después, el 9 de mayo. La ciudad de Cesarea también cayó, si bien aguantó hasta el 17 de mayo. Un millar de mercaderes árabes que se habían refugiado en la mezquita pagaron a los genoveses un rescate para ser liberados sin sufrir daños.
En julio Embriaco volvió a Génova tras firmar un tratado con Tancredo de Galilea. Se encontró con una flota bizantina en las Islas Jónicas y se detuvo en Corfú para enviar embajadores a Constantinopla. Entró triunfal en Génova en octubre.
En febrero de 1102 fue elegido cónsul. No se conoce nada más acerca de su vida desde ese momento.